# Microlaimus lingi
Microlaimus lingi is een rondwormensoort uit de familie van de Microlaimidae. De wetenschappelijke naam van de soort is voor het eerst geldig gepubliceerd in 1932 door Hoeppli & Chu.